# 康华利斯堡
康华利斯堡（也称康华丽堡）位于马来西亚槟城州乔治市东部。康华利斯堡于1786年建成，并以当时威廉堡省總督查尔斯·康沃利斯命名。康华利斯堡附近也有土库街和旧关仔角钟楼。

## 简介
康华利斯堡的构造为星状造型，城墙高度約为10英尺。城堡内的设施包括一座小教堂、囚室、弹药库、灯塔、旗杆和几台青铜大炮等。如今，这座城堡成为当地的旅游胜地并转由私人经营。
槟城首席部长林冠英也在2017年8月27日宣布该堡将恢复康华利斯堡的护城河，并在同年9月开始动工。